# Gens Lucrecia

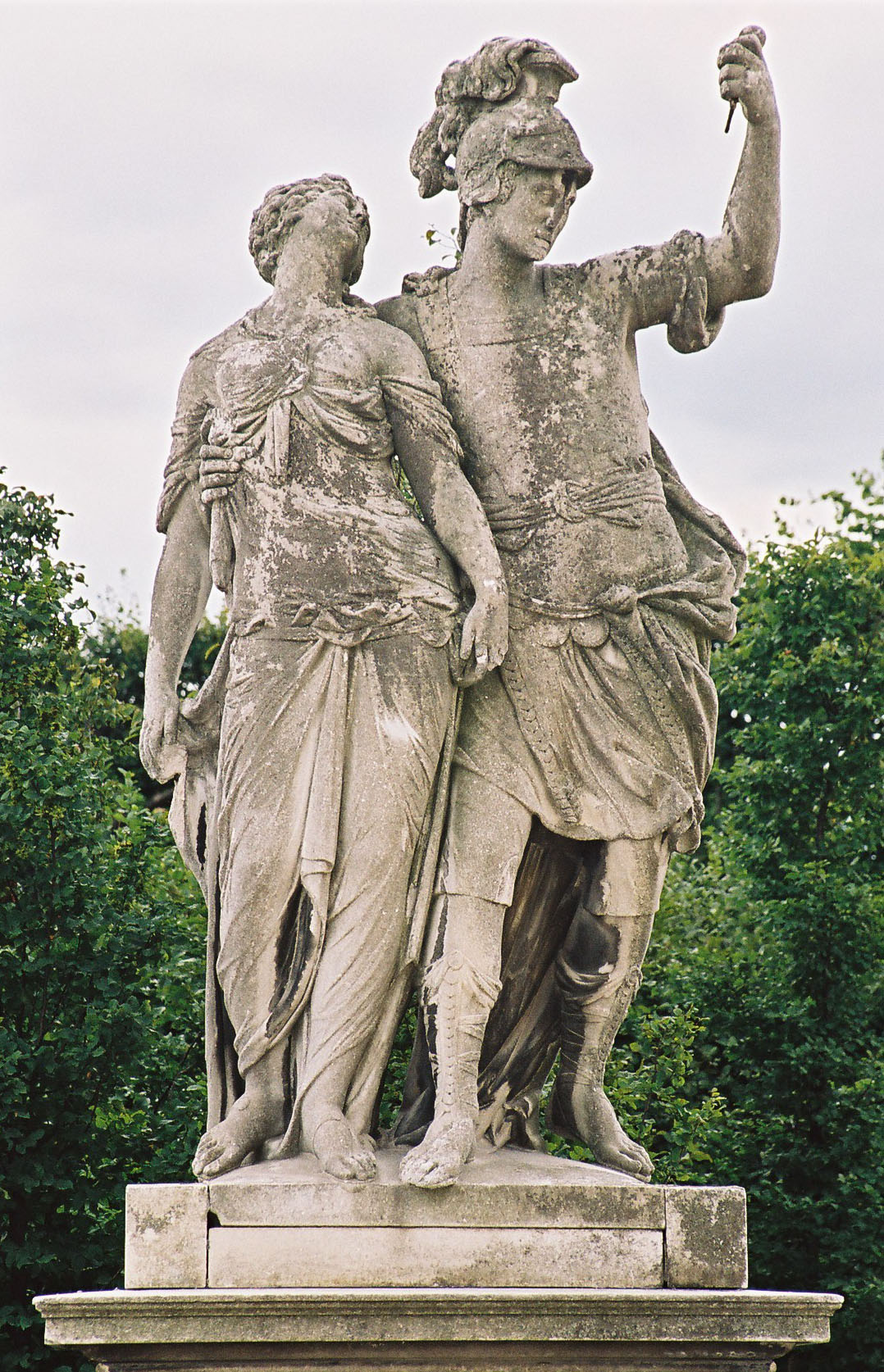
Lucio Junio Bruto soportando el cuerpo de Lucrecia. Estatua del palacio de Schönbrunn, Viena.

La gens Lucretia fue una importante familia de la República romana. Originalmente patricia, la gens incluyó más tarde cierto número de familias de plebeyas. Los Lucrecios eran una de las más antiguas gentes. La mujer de Numa Pompilio, el segundo rey de Roma, se llamaba Lucrecia. El primero de los Lucrecios en obtener el consulado fue Espurio Lucrecio Tricipitino en 509 a. C., el primer año de la República.

## Praenominautilizados por lagens
Los Lucrecios patricios preferían los praenomina Tito, Espurio, Lucio y Publio. Eran una de las pocas gentes conocidas que utilizaron el praenomen Hosto y también puede que usaran Ópiter, que fue el predilecto de los Verginos.
Los principales praenomina utilizados por los Lucrecios plebeyos fueron Lucio, Marco, Espurio y Quinto. Hay también ejemplos de Cayo, Cneo y Tito.

## Ramas y cognomina de lagens
La única familia patricia de los Lucrecios llevó el cognomen Tricipitino. Las familias plebeyas son conocidas por los cognomina Galo, Ofela y Vespilón. Caro fue el cognomen del poeta Lucrecio. En las monedas se ha encontrado el cognomen Trión, que no menciona ningún escritor antiguo. Unos cuantos Lucrecios se mencionan sin apellidos.